# Norihiko Fukuda
Norihiko Fukuda (jap. 福田 紀彦, Fukuda Norihiko; * 20. April 1972 in der Stadt Kawasaki, Präfektur Kanagawa) ist ein japanischer Politiker und seit 2013 Bürgermeister der Stadt Kawasaki.
Fukuda besuchte die städtische Nagasawa-Grund- und Mittelschule in Kawasaki und die öffentliche Macintosh High School nahe Atlanta. Er studierte an der Furman University in South Carolina Politikwissenschaft. Anschließend war er unter anderem als Sekretär des damaligen demokratischen Unterhausabgeordneten Shigefumi Matsuzawa – ebenfalls aus Kawasaki – tätig. Bei der Parlamentswahl in Kanagawa 2003 kandidierte Fukuda im Zweimandatswahlkreis Miyamae-ku (ein Stadtbezirk von Kawasaki) für die Demokratische Partei und wurde mit dem zweithöchsten Stimmenanteil gewählt. 2007 wurde er wiedergewählt.
2009 trat Fukuda als Abgeordneter zurück und kandidierte bei der Bürgermeisterwahl in Kawasaki gegen Amtsinhaber Takao Abe. Seine Kandidatur wurde von der Demokratischen Partei unterstützt, er unterlag Abe mit 145.688 zu 117.456 Stimmen. Danach war er unter anderem erneut Sekretär für Shigefumi Matsuzawa, inzwischen Gouverneur von Kanagawa, sowie Gastforscher am manifesuto kenkyūjo („Wahlprogramm-Forschungsinstitut“) der Waseda-Universität.
Bei der Bürgermeisterwahl 2013 zog sich Amtsinhaber Abe nach drei Amtszeiten zurück; sein Nachfolger sollte mit Unterstützung der drei größten etablierten Parteien Yukio Hideshima werden, der bisherige Leiter der städtischen Finanzabteilung. Fukuda kandidierte erneut, diesmal unterstützt von Matsuzawa, der inzwischen für die Minna no Tō Kanagawa im Oberhaus repräsentiert. Mit rund 3.000 Stimmen Vorsprung auf Hideshima setzte sich Fukuda durch. Er trat die Nachfolge von Takao Abe am 19. November 2013 an.